# لحظه به لحظه (فیلم ۱۹۹۱)
لحظه به لحظه 
(به تلوگویی: Kshana Kshanam) فیلمی محصول سال ۱۹۹۱ و به کارگردانی رام گوپال وارما است. در این فیلم بازیگرانی همچون داگوباتی ونکاتش، سری دوی، پارش راوال ایفای نقش کرده‌اند.